# Académie de la Grande Chaumière

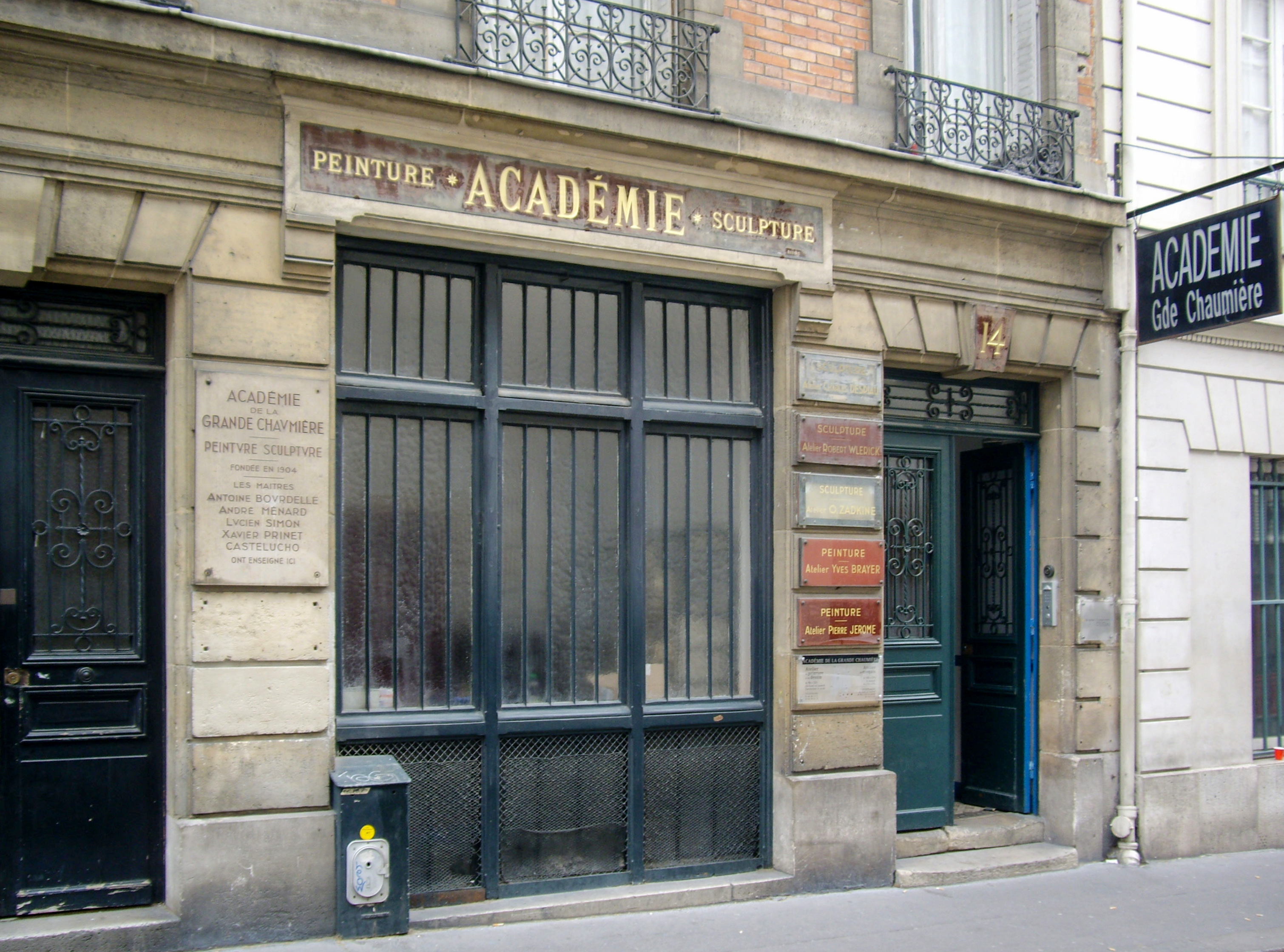
Eingangsbereich der Académie de la Grande Chaumière

Die Académie de la Grande Chaumière ist eine Kunstakademie am Montparnasse in Paris (Rue de la Grande-Chaumière Nr. 14; dt. „Straße der großen strohgedeckten Hütte“) im 6. Arrondissement. Sie wurde ca. 1902 gegründet und von 1909 bis Ende 1943 von der Schweizer Malerin Martha Stettler (1870–1945), ihrer deutschbaltischen Malerfreundin Alice Dannenberg (1861–1948) und Claudio Castelucho geleitet. Seit etwa 1950 wird sie von der Familie Charpentier – immer noch am selben Ort – geführt.
Die Akademie ist seit ihrem Bestehen eine offene Kunstschule, das heißt, es gab keine mehrjährigen Aufbaukurse. Man konnte sich für Wochen, Tage oder auch nur stundenweise einschreiben, um dann mit oder ohne Korrekturen einer Lehrkraft zu skizzieren. Beliebt waren vor allem am Abend die so genannten Croquis à cinq minutes (dt. Fünf-Minuten-Skizzen), an denen ein Modell alle fünf Minuten die Stellung wechselte.
Aufgrund der offenen Struktur der Akademie gibt es kaum Archivmaterial, woraus ersichtlich wäre, wer an der Akademie eingeschrieben war.
Im ersten Drittel des 20. Jahrhunderts war sie die berühmteste Kunstakademie in Paris.

## Liste der Lehrer vor 1950
- Jacques-Émile Blanche
- Antoine Bourdelle
- Olga Boznańska (1865–1940)
- Claudio Castelucho
- Raphaël Collin (1850–1916)
- Gustave Courtois (1852–1923)
- André Dauchez (1870–1948)
- Étienne Dinet (1861–1929)
- Othon Friesz

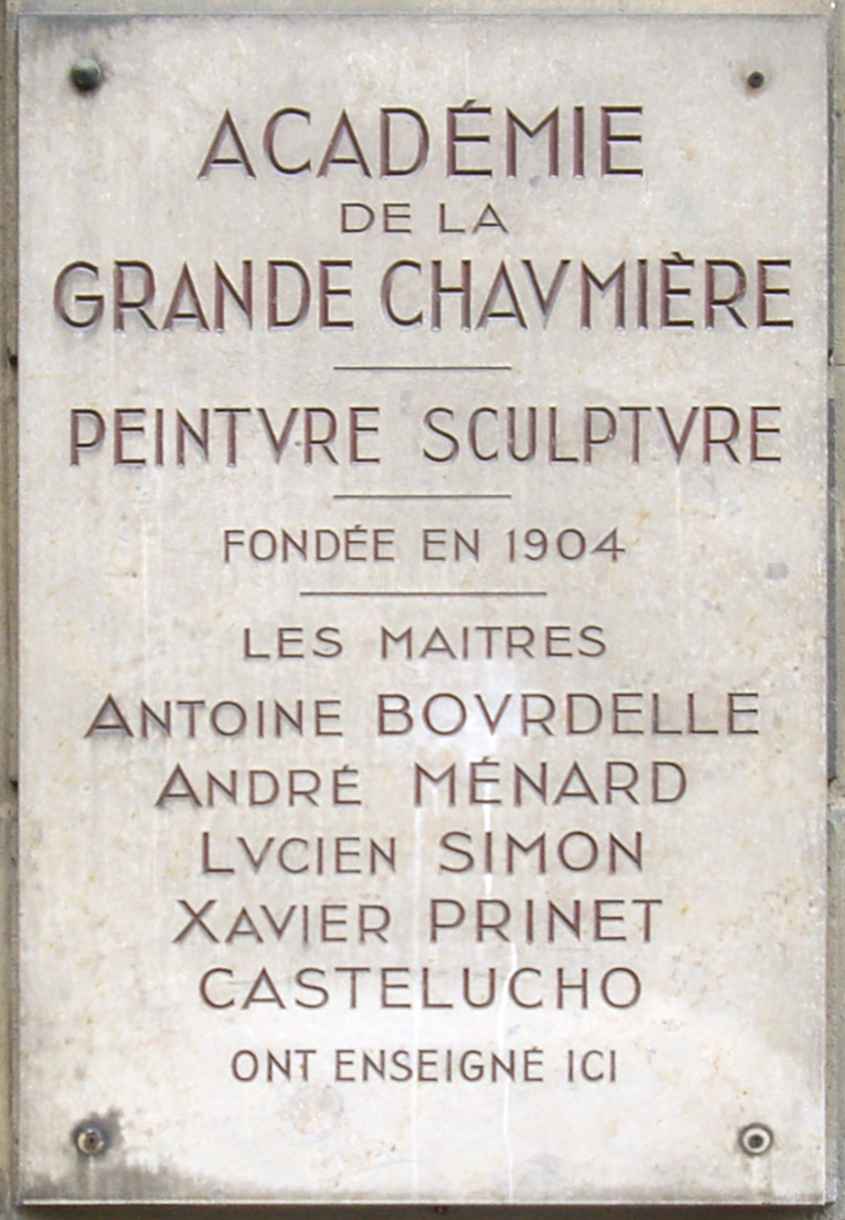
Gedenktafel mit der Liste der ersten Lehrer

- Eugène Grasset (1845–1917, tätig von 1904–1913)
- Jean-Antoine Injalbert (1845–1933)
- René Ménard (1862–1930)
- Emile Peynot (1850–1932)
- René-Xavier Prinet (1861–1946)
- Walter Sickert
- Lucien Simon (1861–1945)
- Pierre Henri Vaillant (1878–1939)
- Charles Vincent (1862–1918)

## Liste der Lehrer ab 1950
- Fernand Léger
- André Lhote
- Ossip Zadkine

## Liste bekannter Schüler vor 1945
- Unica Bachmann-Calcoen
- Otto Charles Bänninger
- Balthus
- Anna Bornemann (1874–1956), deutsche Malerin
- Arno Breker, 1927[3]
- Hélène de Beauvoir, um 1927 an der AGC
- Alf Bayrle (1900–1982), deutscher Maler, um 1926 an der AGC
- Serge Brignoni
- Christian Boltanski, kurze Besuche in früher Schaffensphase
- Louise Bourgeois (1911–2010); zwischen 1935 und 1938 an der AGC
- Ernesto Canto da Maia (1890–1981)
- Alexander Calder (1898–1976); 1926 an der AGC
- Coghuf, Schweizer Maler und Bildhauer
- Louis Conne
- Marie-Alain Couturier
- Charles Crodel
- Alice Dannenberg (1861–1948); zwischen 1902 und 1943 an der AGC
- Siri Derkert (1888–1973), schwedische Künstlerin
- Alexandra Exter
- Yitzhak Frenkel Frenel (1899–1981)
- Alberto Giacometti (1901–1966); zwischen 1922 und 1927 an der AGC
- Otto Gutfreund
- Étienne Hajdú
- Hans Hofmann
- Ernest Hubert
- René Iché
- Peter Janssen
- Editha Klipstein (1880–1953), deutsche Schriftstellerin und Journalistin
- Zoia Korvin-Krukovsky
- André Lanskoy
- Coghuf, Schweizer Maler und Bildhauer
- Tamara de Lempicka
- Karin Luts
- Joan Miró
- André Noufflard
- Berthe Noufflard
- Meret Oppenheim (1913–1985); 1939 an der AGC
- Betty Parsons
- Wilfrid Perraudin
- Jean Piaubert
- Serge Poliakoff
- Otto Pankok (1893–1966), deutscher Maler, Zeichner und Bildhauer
- Germaine Richier (1902–1959); zwischen 1926 und 1929 an der AGC
- Katharina Sallenbach
- Kurt Seligmann
- Hertha Spielberg (1890–1977); von 1910 bis 1913 an der AGC
- Martha Stettler (1870–1945); zwischen 1902 und 1943 an der AGC
- Victor Surbek
- Ernst Suter
- Arpad Szenès
- Bradley Walker Tomlin
- Varlin
- Christopher Wood
- Gretchen Wohlwill
- Irène Zurkinden; 1929/30 an der AGC
- Albert Flocon   (1909–1994; kurz nach 1933 an der Akademie, damals noch als Albert Mentzel)

## Liste bekannter Schüler ab 1950
- Feliza Bursztyn
- Burhan Cahit Doğançay
- Xavier Carbonell i Serra (1974, 1986)
- Josef Ebnöther
- Karl Heinz Engelin
- Al Held
- Elmar Hillebrand
- Oskar Holweck
- Horst Egon Kalinowski
- Dani Karavan
- Bruno Heller
- Erich Kraemer
- Max Mertz
- Alicia Penalba
- Erwin Rehmann
- Jacques Schedler
- Matias Spescha
- Diederik Stevens
- Kumi Sugai
- André Thomkins